# Ferenc Somogyi

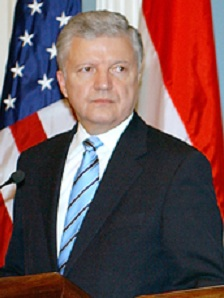
Ferenc Somogyi (2005)

Ferenc Somogyi [ˈfɛrɛnʦ ˈʃomoɟi] (* 1. September 1945 in Hartkirchen, Oberösterreich) ist ein ungarischer Diplomat und Politiker.
Ferenc Somogyi begann seine politische Laufbahn 1968 als Mitarbeiter im ungarischen Außenministerium. Unter anderem war er in den diplomatischen Vertretungen Ungarns in Myanmar und Nigeria tätig. Ende der 1990er Jahre war Somogyi Staatssekretär und zuständig für die Beziehungen Ungarns zur Europäischen Union. In der sozialdemokratischen Regierung von Ministerpräsident Ferenc Gyurcsány wurde er im Herbst 2004 Außenminister und blieb bis zu einer Kabinettsumbildung im Juni 2006 im Amt. Von 2007 bis 2009 amtierte er als Botschafter in den Vereinigten Staaten.